# Kościół św. Andrzeja Boboli w Szarwarku
Kościół św. Andrzeja Boboli w Szarwarku – rzymskokatolicki kościół parafialny znajdujący się w Szarwarku w powiecie dąbrowskim województwa małopolskiego.

## Historia kościoła
Parafia w Szarwarku została erygowana 1 sierpnia 1938 r. i wydzielona z parafii Dąbrowa Tarnowska. Kościół parafialny pw. św. Andrzeja Boboli został poświęcony (wtedy – konsekrowany) dnia 18 maja 1958 roku.